# Teresa Sarti Strada
Teresa Luigia Sarti, coniugata Strada (Sesto San Giovanni, 28 marzo 1946 – Milano, 1º settembre 2009), è stata una filantropa italiana, cofondatrice con il marito Gino Strada della ONG Emergency, della quale è stata anche prima presidente.

## Biografia
Figlia di una casalinga e di un idraulico, subito dopo la laurea in Lettere si dedica all'insegnamento; comincia in una scuola media, nel quartiere della Bicocca a Milano. Nel 1971 incontra Gino Strada, allora studente di medicina; i due si sposano e nel 1979 nasce l'unica figlia Cecilia Strada. Continua a insegnare alle scuole medie e superiori. Nel 1994 fonda l'ONG Emergency insieme con il marito.
Nei quindici anni alla guida di Emergency conduce progetti umanitari di cooperazione e sviluppo sanitari finalizzati alla costruzione e gestione di molti ospedali, tra cui un centro cardiochirurgico di eccellenza in Sudan. Pacifista, si spende per l'affermazione dei diritti umani e per la pace. Nel 2007 riceve il Premio Art.3 "per il suo quotidiano impegno volto a sollevare dal dolore le vittime della guerra e i meno fortunati".
Muore a Milano, a causa di un tumore, il 1º settembre 2009. Cremata, le sue ceneri vengono disperse nel Giardino del Ricordo del cimitero di Lambrate, un luogo dove le ceneri dei defunti possono essere sparse per essere assorbite dalla natura. Il 2 novembre dello stesso anno, giorno della commemorazione dei defunti, con tradizionale cerimonia presieduta dal sindaco Letizia Moratti il nome di Teresa Sarti Strada è stato iscritto al famedio del cimitero monumentale di Milano fra i benemeriti della città; il 21 dicembre la figlia Cecilia viene eletta presidente di Emergency, dopo che il ruolo era rimasto vacante in seguito alla morte della madre.